# Dicrostonyx kilangmiutak
Dicrostonyx kilangmiutak är en omstridd däggdjursart som beskrevs av Anderson och Rand 1945. Dicrostonyx kilangmiutak ingår i släktet halsbandslämlar, och familjen hamsterartade gnagare. Inga underarter finns listade.
Halsbandslämlar som enligt den ursprungliga beskrivningen utgör arten Dicrostonyx kilangmiutak har samma utseende, utbredning och beteende som arten Dicrostonyx groenlandicus. Även egenskaperna av deras mitokondriella DNA är likadan. Däremot har D. kilangmiutak ett annat antal kromosomer (2n=47-50) än D. groenlandicus (2n=38-44). Nyare taxonomiska avhandlingar som Wilson & Reeder (2005) samt IUCN bedömer avvikelsen inte tillräckligt stor och listar D. kilangmiutak bara som synonym till D. groenlandicus.